# Оелвайн (Айова)
Оелвайн (англ. Oelwein) — місто (англ. city) в США, в окрузі Фаєтт штату Айова. Населення — 5920 осіб (2020).

## Географія
Оелвайн розташований за координатами 42°40′17″ пн. ш. 91°54′46″ зх. д. / 42.67139° пн. ш. 91.91278° зх. д. (42.671525, -91.912760).  За даними Бюро перепису населення США в 2010 році місто мало площу 12,57 км², з яких 12,45 км² — суходіл та 0,12 км² — водойми.

## Демографія
Згідно з переписом 2010 року, у місті мешкало 6415 осіб у 2763 домогосподарствах у складі 1678 родин. Густота населення становила 510 осіб/км².  Було 3058 помешкань (243/км²).
Расовий склад населення:
| - 96,1 % — білих - 0,9 % — чорних або афроамериканців - 0,6 % — азіатів - 0,1 % — вихідців з тихоокеанських островів - 0,1 % — корінних американців |

До двох чи більше рас належало 1,6 %. Частка іспаномовних становила 2,9 % від усіх жителів.
За віковим діапазоном населення розподілялося таким чином: 23,1 % — особи молодші 18 років, 55,7 % — особи у віці 18—64 років, 21,2 % — особи у віці 65 років та старші. Медіана віку мешканця становила 42,9 року. На 100 осіб жіночої статі у місті припадало 90,8 чоловіків;  на 100 жінок у віці від 18 років та старших — 85,0 чоловіків також старших 18 років.
Середній дохід на одне домашнє господарство  становив 47 601 долар США (медіана — 37 875), а середній дохід на одну сім'ю — 59 248 доларів (медіана — 48 188). Медіана доходів становила 37 654 долари для чоловіків та 27 077 доларів для жінок. За межею бідності перебувало 13,5 % осіб, у тому числі 15,9 % дітей у віці до 18 років та 5,1 % осіб у віці 65 років та старших.
Цивільне працевлаштоване населення становило 3043 особи. Основні галузі зайнятості: освіта, охорона здоров'я та соціальна допомога — 27,3 %, виробництво — 15,4 %, роздрібна торгівля — 13,1 %.